# Boursies
Boursies ist eine französische Gemeinde im Département Nord in der Region Hauts-de-France. Sie gehört zum Kanton Cambrai im Arrondissement Cambrai.

## Geografie
Die Gemeinde Boursies liegt 14 Kilometer westsüdwestlich von Cambrai in einer Exklave des Départements Nord, die vom Gebiet des Départements Pas-de-Calais umschlossen wird und aus den drei Gemeinden Boursies, Doignies und Mœuvres besteht. Bouesies grenzt im Nordosten an Mœuvres, im Osten an Graincourt-lès-Havrincourt, im Südosten an Havrincourt, im Süden an Hermies, im Westen an Doignies und im Nordwesten an Inchy-en-Artois.
Die ehemalige Route nationale 29 führt über Boursies. Unmittelbar östlich von Boursies verläuft der Canal du Nord.

## Bevölkerungsentwicklung
| Jahr                       | 1962 | 1968 | 1975 | 1982 | 1990 | 1999 | 2028 | 2020 |
| Einwohner                  | 297  | 318  | 285  | 239  | 243  | 285  | 332  | 408  |
| Quellen: Cassini und INSEE |      |      |      |      |      |      |      |      |

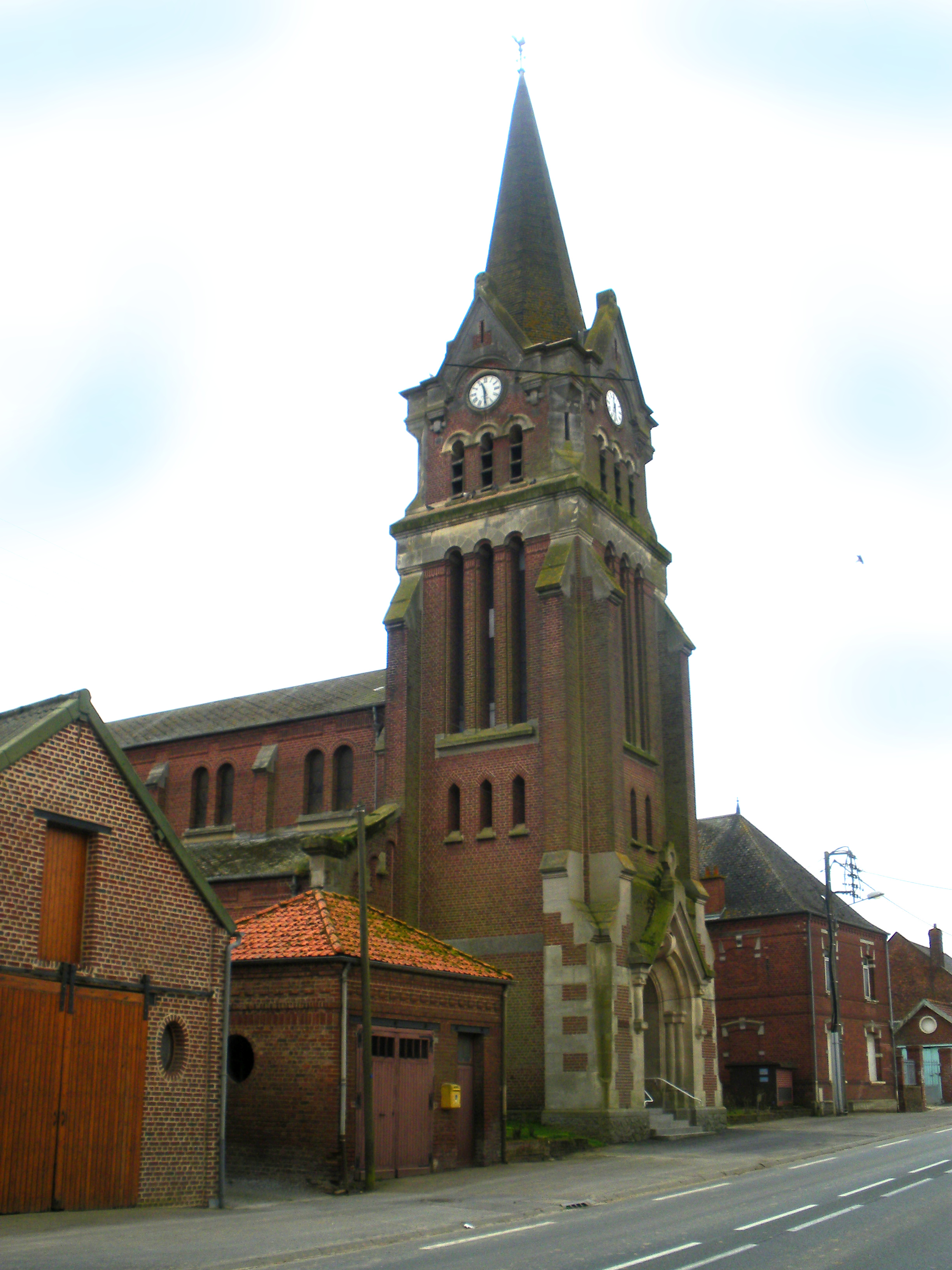
Kirche Saint-Ouen
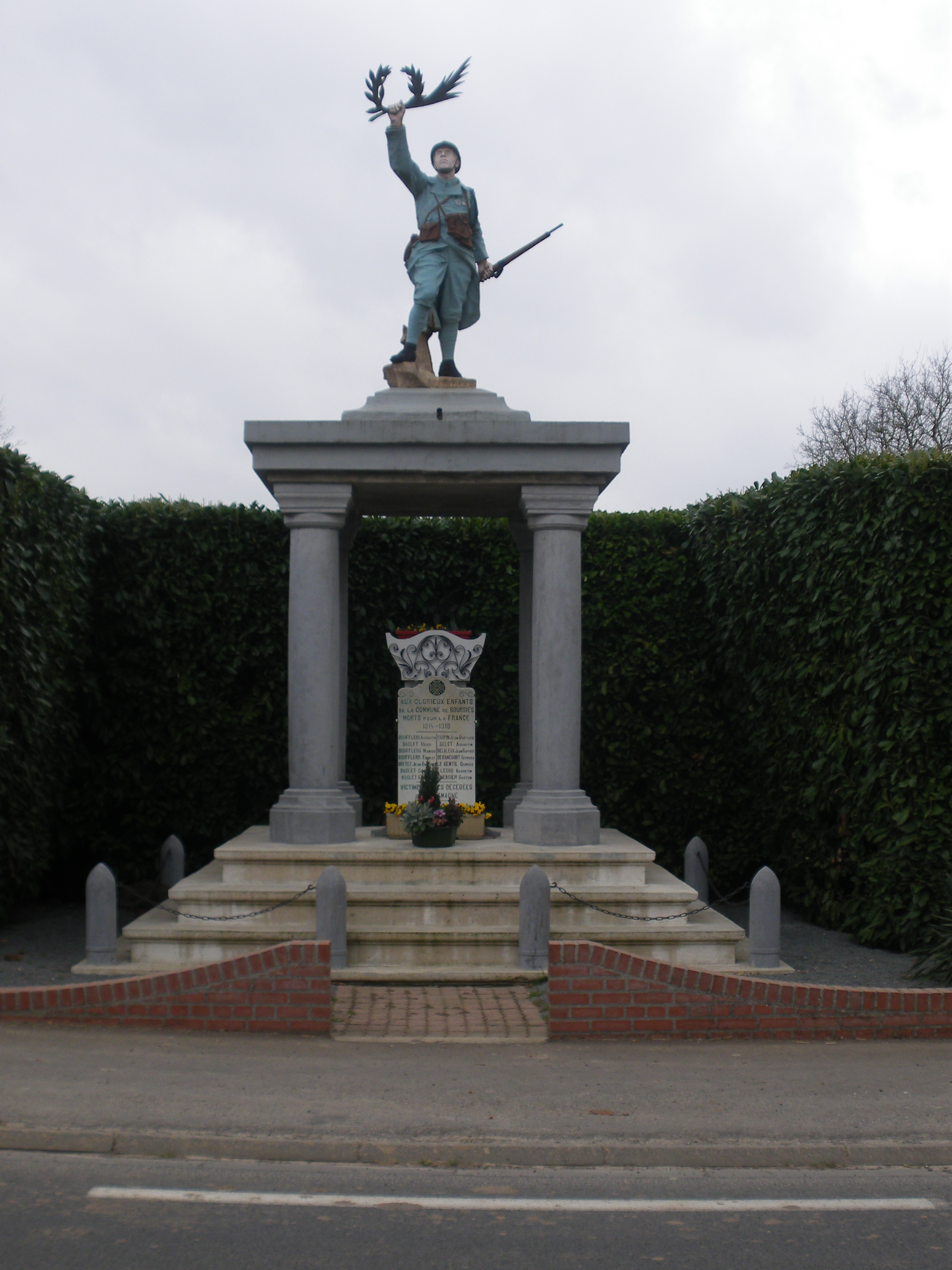
Gefallenendenkmal